# Božakovo
Božakovo este o localitate din comuna Metlika, Slovenia, cu o populație de 119 locuitori.